# Charlotte von Hessen-Darmstadt

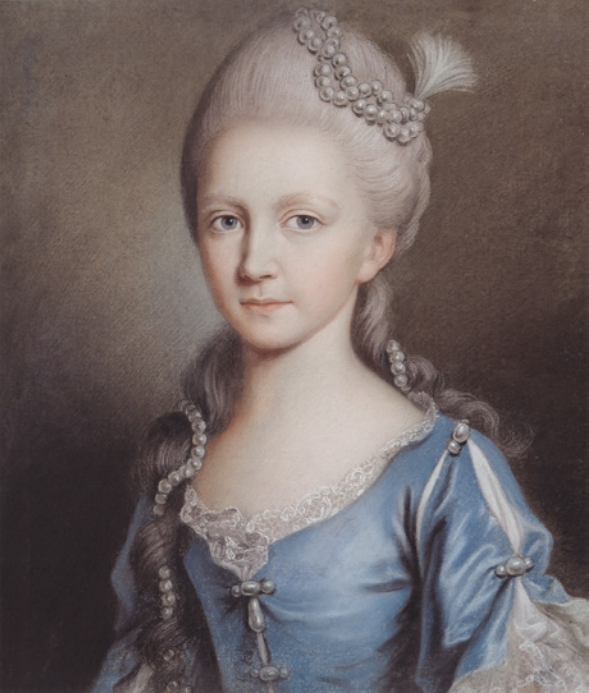
Charlotte von Hessen-Darmstadt, Herzogin zu Mecklenburg[-Strelitz]

Charlotte Wilhelmine Christiane Marie von Hessen-Darmstadt (* 5. November 1755 in Darmstadt; † 12. Dezember 1785 in Hannover) war durch Heirat Herzogin zu Mecklenburg-Strelitz.

## Leben
Charlotte war eine Tochter des Prinzen Georg Wilhelm von Hessen-Darmstadt (1722–1782) aus dessen Ehe mit Luise (1729–1818), Tochter des Grafen Christian Karl Reinhard von Leiningen-Dagsburg.
Zunächst war die Prinzessin mit dem Erbprinzen Peter Friedrich Wilhelm von Oldenburg verlobt worden, doch wurde die Verlobung, infolge der einsetzenden Geisteskrankheit Peters, wieder aufgelöst.
Charlotte heiratete am 28. September 1784 in Darmstadt den später regierenden Herzog Karl II. von Mecklenburg-Strelitz. Dieser war zuvor mit Charlottes älterer Schwester Friederike vermählt gewesen, für deren fünf überlebende Kinder sie die Stiefmutter wurde.
Das Paar lebte in Hannover, wo Karl als Gouverneur König Georgs fungierte. Charlotte starb nach der Niederkunft ihres einzigen Kindes bereits ein Jahr nach ihrer Eheschließung. Karl gab daraufhin seinen Dienst in Hannover auf und übersiedelte zu Charlottes Mutter nach Darmstadt, der er die Kinder in Obhut gab.
Gemeinsam mit ihrem Ehemann und dessen erster Frau fand Charlotte in der Fürstengruft zu Mirow ihre letzte Ruhe.

## Nachkommen
Ihr einziges Kind aus der Ehe mit Karl war:
- Karl (1785–1837), General und Präsident des preußischen Staatsrats